# Valfroicourt
Valfroicourt – miejscowość i gmina we Francji, w regionie Grand Est, w departamencie Wogezy.
Według danych na rok 1990 gminę zamieszkiwało 257 osób, a gęstość zaludnienia wynosiła 19 osób/km² (wśród 2335 gmin Lotaryngii Valfroicourt plasuje się na 790. miejscu pod względem liczby ludności, natomiast pod względem powierzchni na miejscu 399.).